# Jekatierina Kulikowa
Jekatierina Juriewna Kulikowa, ros. Екатерина Юрьевна Куликова (ur. 3 maja 1968) – rosyjska lekkoatletka, sprinterka, halowa mistrzyni świata z 1995.

## Kariera sportowa
Specjalizowała się w biegu na 400 metrów. Zdobyła złoty medal w sztafecie 4 × 400 metrów (która biegła w składzie: Tatjana Czebykina, Jelena Ruzina, Kulikowa i Swietłana Gonczarienko) na halowych mistrzostwach świata w 1995 w Barcelonie. Zajęła 5. miejsce w tej konkurencji na igrzyskach olimpijskich w 1996 w Atlancie (sztafeta rosyjska biegła w składzie: Czebykina, Gonczarienko, Kulikowa i Olga Kotlarowa), a także 4. miejsce na mistrzostwach świata w 1997 w Atenach (w składzie: Czebykina, Kotlarowa, Kulikowa i Tatjana Aleksiejewa).
Na mistrzostwach Europy w 1998 w Budapeszcie odpadła w półfinale biegu na 100 metrów i wystąpiła w eliminacjach sztafecie 4 × 400 metrów (w biegu finałowym zastąpiła ją Kotlarowa, a sztafeta rosyjska zdobyła srebrny medal).
Kulikowa była mistrzynią Rosji w sztafecie 4 × 400 metrów w 1993 i 1997, wicemistrzynią w biegu na 400 metrów w 1996 i 1998 oraz w sztafecie 4 × 400 metrów w 1994 i 2001, a także brązową medalistką w sztafecie 4 × 400 metrów w 1995. W hali była wicemistrzynią Rosji w biegu na 400 metrów w 1996 i brązową medalistką na tym dystansie w 1995.
Pracuje jako trener lekkoatletyczny w Petersburgu. Była odznaczona Medalem Orderu „Za zasługi dla Ojczyzny” 2. klasy w 2006 i Orderem Przyjaźni w 2013.

## Rekordy życiowe
Rekordy życiowe Kulikowej:
- bieg na 400 metrów – 51,16 s (24 lipca 2000, Tuła)
- bieg na 400 metrów (hala) – 51,96 s (18 lutego 1999, Moskwa)